# Rally de Bulgaria
El Rally de Bulgaria es una carrera de rally de Bulgaria. Se disputa desde el año 2002 sobre tramos pavimentados en Borovets, provincia de Sofía, en las montañas Rila. Desde 2002 hasta 2009 formó parte del Campeonato Europeo de Rally y el Campeonato Búlgaro de Rally. Las ediciones 2008 y 2009 fueron candidatas al Campeonato Mundial de Rally y la edición 2010 fue fecha puntuable. Desde 2011 vuelve a ser puntuable para el europeo.
El Rally de Bulgaria es heredero del Rally de Albena o Rally de Arenas de Oro (en búlgaro: Rally Zlatni Piassatzi), que se disputó desde 1970 hasta 2002 en los alrededores de ambos balnearios (a 500 km de Borovets) y también fue fecha válida del Campeonato Europeo de Rally.
A finales de 2012 la prueba se encontraba en una difícil situación económica. Los organizadores no disponían de la cantidad suficiente para mantener la prueba en el calendario del campeonato de Europa - del que no llegó a formar parte- e incluso de no volver a celebrarse. Con todo la prueba siguiente celebrándose formando parte de la Copa de Europa de Rally.

## Palmarés
| Año  | Edición                                        | Piloto                | Copiloto            | Automóvil                   | Series  |
| ---- | ---------------------------------------------- | --------------------- | ------------------- | --------------------------- | ------- |
| 1970 | 1.er Rally Albena - Zlatni Piassatzi - Sliven  | Reiner Altenheimer    | Elena Koller        | Porsche 911                 |         |
| 1971 | 2.º Rally Albena - Zlatni Piassatzi - Sliven   | Ilia Tchoubrikov      | Kolu Tchoubrikov    | Renault-Alpine A110 1600    |         |
| 1972 | 3.º Rally Albena - Zlatni Piassatzi - Sliven   | Sobieslaw Zasada      | Richard Ziskowski   | Porsche 911 S               |         |
| 1973 | 4.º Rally Albena - Zlatni Piassatzi - Sliven   | Sergio Barbasio       | Gino Macaluso       | Fiat 124 Abarth             |         |
| 1974 | 5.º Rally Albena - Zlatni Piassatzi - Sliven   | Attila Ferjancz       | Jeno Zsemberi       | Renault 12 Gordini          |         |
| 1975 | 6.º Rally Albena - Zlatni Piassatzi - Sliven   | Fulvio Bacchelli      | Bruno Scabini       | Fiat 124 Abarth             |         |
| 1976 | 7.º Rally Albena - Zlatni Piassatzi - Sliven   | Andrzej Jaroszewicz   | Ryszard Zyszkowski  | Lancia Stratos              |         |
| 1977 | 8.º Rally Albena - Zlatni Piassatzi - Sliven   | Reiner Alterheimer    | Horwik Dieter       | Porsche 911 Carrera         |         |
| 1978 | 9.º Rally Albena - Zlatni Piassatzi - Sliven   | Franz Wittmann        | Helmut Deimel       | Opel Kadett                 |         |
| 1979 | 10.º Rally Albena - Zlatni Piassatzi - Sliven  | Antonio Zanini        | Juan José Petisco   | Fiat Abarth 131             |         |
| 1980 | 11.º Rally Albena - Zlatni Piassatzi - Sliven  | Antonio Zanini        | Jordi Sabater       | Porsche 911 C               |         |
| 1981 | 12.º Rally Albena - Zlatni Piassatzi - Sliven  | Adartico Vudafieri    | Arnaldo Bernacchini | Fiat Abarth 131             |         |
| 1982 | 13.er Rally Albena - Zlatni Piassatzi - Sliven | Andrea Zanussi        | Arnaldo Bernacchini | Fiat Abarth 131             |         |
| 1983 | 14.º Rally Albena - Zlatni Piassatzi - Sliven  | Antonio Zanini        | Pedro Carcia        | Talbot Sunbeam Lotus        | ERC     |
| 1984 | 15.º Rally Albena - Zlatni Piassatzi - Sliven  | Carlo Capone          | Sergio Cresto       | Lancia Rally 037            | ERC     |
| 1985 | 16.º Rally Albena - Zlatni Piassatzi - Sliven  | Dario Cerrato         | Giuseppe Cerri      | Lancia Rally 037            | ERC     |
| 1986 | 17.º Rally Albena - Zlatni Piassatzi - Sliven  | Beny Fernández        | José López Orozco   | Opel Manta 400              | ERC     |
| 1987 | 18.º Rally Albena - Zlatni Piassatzi - Sliven  | Patrick Snijers       | Dany Colebunders    | Lancia Delta HF 4WD         | ERC     |
| 1988 | 19.º Rally Albena - Zlatni Piassatzi - Sliven  | Fabio Arletti         | Leonardo Julli      | Lancia Delta HF 4WD         | ERC     |
| 1989 | 20.º Rally Albena - Zlatni Piassatzi           | Robert Droogmans      | Ronny Joosten       | Ford Sierra RS Cosworth     | ERC     |
| 1990 | 21.er Rally Albena - Zlatni Piassatzi          | Fabrizio Tabaton      | Maurizio Imerito    | Lancia Delta Integrale 16V  | ERC     |
| 1991 | 22.º International Rally Zlatni                | Piero Liatti          | Luciano Tedeschini  | Lancia Delta Integrale 16V  | ERC     |
| 1992 | 23.er International Rally Zlatni               | Erwin Weber           | Manfred Hiemer      | Mitsubishi Galant VR-4      | ERC     |
| 1993 | 24.º International Rally Zlatni                | César Baroni          | Hervé Sauvage       | Lancia Delta HF Integrale   | ERC     |
| 1994 | 25.º International Rally Zlatni                | Patrick Snijers       | Dany Colebunders    | Ford Escort RS Cosworth     | ERC     |
| 1995 | 26.º International Rally Zlatni                | Enrico Bertone        | Massimo Chiapponi   | Toyota Celica Turbo 4WD     | ERC     |
| 1996 | 27.º Rally Zlatni Piassatzi                    | Enrico Bertone        | Massimo Chiapponi   | Ford Escort RS Cosworth     | ERC     |
| 1997 | 28.º Rally Albena - Bulgaria                   | Krzysztof Hołowczyc   | Maciej Wisławski    | Subaru Impreza 555          | ERC     |
| 1998 | 29.º Rally Albena - Bulgaria                   | Alex Fiorio           | Nadia Mazzon        | Ford Escort RS Cosworth     | ERC     |
| 1999 | 30.º Rally Albena - Bulgaria                   | Enrico Bertone        | Nicola Arena        | Renault Mégane Maxi         | ERC     |
| 2000 | 31.er Rally Albena                             | Bruno Thiry           | Stéphane Prévot     | Citroën Xsara Kit Car       | ERC     |
| 2001 | 32.º Rally Bulgaria - Albena                   | Armin Kremer          | Fred Berßen         | Toyota Corolla WRC          | ERC     |
| 2002 | 33.er Rally Bulgaria - Albena                  | Leszek Kuzaj          | Erwin Mombaerts     | Toyota Corolla WRC          | ERC     |
| 2003 | 34.º Rally Bulgaria                            | Bruno Thiry           | Jean-Marc Fortin    | Peugeot 206 WRC             | ERC     |
| 2004 | 35.º Rally Bulgaria                            | Luca Pedersoli        | Daniele Vernuccio   | Peugeot 306 Maxi            | ERC     |
| 2005 | 36.º Rally Bulgaria                            | Giandomenico Basso    | Mitia Dotta         | Fiat Punto S1600            | ERC     |
| 2006 | 37.º Rally Bulgaria                            | Giandomenico Basso    | Mitia Dotta         | Fiat Grande Punto S2000     | ERC     |
| 2007 | 38.º Rally Bulgaria                            | Dimitar Iliev         | Yanaki Yanakiev     | Mitsubishi Lancer Evolution | ERC     |
| 2008 | 39.º Rally Bulgaria                            | Krum Donchev          | Stoyko Valchev      | Peugeot 207 S2000           | ERC     |
| 2009 | 40.º Rally Bulgaria                            | Giandomenico Basso    | Mitia Dotta         | Abarth Grande Punto S2000   | ERC     |
| 2010 | 41.er Rally Bulgaria                           | Sébastien Loeb        | Daniel Elena        | Citroën C4 WRC              | WRC     |
| 2011 | 42.º Rally Bulgaria                            | Luca Rossetti         | Matteo Chiarcossi   | Abarth Grande Punto S2000   | ERC     |
| 2012 | 43.er Rally Bulgaria                           | Dimitar Iliev         | Yanaki Yanakiev     | Škoda Fabia S2000           | ERC     |
| 2013 | 44.º Rally Bulgaria                            | Oleksandr Saliuk, jr. | Yevgen Chervonenko  | Škoda Fabia S2000           | ERC Cup |
| 2014 | 45.º Rally Bulgaria                            | Krum Donchev          | Petar Yordanov      | Ford Fiesta R5              | ERC Cup |
| 2015 | 46.º Rally Bulgaria                            | Murat Bostanci        | Onur Vatansever     | Ford Fiesta R5              |         |
| 2016 | 47.º Rally Bulgaria                            | Rashid Al-Ketbi       | Karina Hepperle     | Škoda Fabia R5              |         |
| 2017 | 48.º Rally Bulgaria                            | Yagiz Avci            | Bahadir Gücenmez    | Peugeot 208 T16             |         |
| 2018 | 49.º Rally Bulgaria                            | Miroslav Angelov      | Nedialko Sivov      | Škoda Fabia R5              |         |
| 2019 | 50.º Rally Bulgaria                            | Dimitar Iliev         | Petar Stoychev      | Škoda Fabia R5              |         |

- [3]